# Eleições legislativas regionais nos Açores em 1976
As eleições legislativas regionais nos Açores em 1976, também designadas eleições para a Assembleia Legislativa da Região Autónoma dos Açores, realizaram-se a 27 de junho, e delas resultou a vitória do Partido Popular Democrático (PPD), liderado por João Bosco Mota Amaral.
A abstenção foi de 32,49%, ou seja, dos 162 677 eleitores recenseados votaram 109 826.

## Partidos
Os partidos que concorreram às eleições para a Assembleia Legislativa da Região Autónoma dos Açores em 1976 foram os seguintes:
| Sigla | Sigla | Partido                                             |
| ----- | ----- | --------------------------------------------------- |
|       | CDS   | Partido do Centro Democrático Social                |
|       | MES   | Movimento de Esquerda Socialista                    |
|       | MRPP  | Movimento Reorganizativo do Partido do Proletariado |
|       | PCP   | Partido Comunista Português                         |
|       | PPD   | Partido Popular Democrático                         |
|       | PS    | Partido Socialista                                  |

## Partidos que elegeram
Os partidos que tiveram deputados eleitos foram os seguintes:
| Partido | Partido                              | Líder                  | Ideologia              | Espectro        |
| ------- | ------------------------------------ | ---------------------- | ---------------------- | --------------- |
|         | Partido Popular Democrático          | João Bosco Mota Amaral | Social-democracia      | Centro-esquerda |
|         | Partido Socialista                   | Jaime Gama             | Socialismo democrático | Centro-esquerda |
|         | Partido do Centro Democrático Social | Américo Viveiros       | Democracia cristã      | Centro-direita  |

## Resultados oficiais
Resultados regionais apurados pela Comissão Nacional de Eleições.
| Partido   | PPD                    | PS             | CDS              |
| Partido   |                        |                |                  |
| Líder     | João Bosco Mota Amaral | Jaime Gama     | Américo Viveiros |
| Líder     |                        |                |                  |
| Votos     | 59 114 (53,8%)         | 36 049 (32,8%) | 8 291 (7,6%)     |
| Votos     |                        |                |                  |
| Deputados | 27 (62,8%)             | 14 (32,6%)     | 2 (4,7%)         |
| Deputados |                        |                |                  |

| Partido                 | Partido                                             | Votos   | %     | Deputados |
| ----------------------- | --------------------------------------------------- | ------- | ----- | --------- |
|                         | Partido Popular Democrático                         | 59 114  | 53,83 | 27 / 43   |
|                         | Partido Socialista                                  | 36 049  | 32,82 | 14 / 43   |
|                         | Partido do Centro Democrático Social                | 8 291   | 7,55  | 2 / 43    |
|                         | Partido Comunista Português                         | 2 387   | 2,17  | 0 / 43    |
|                         | Movimento Reorganizativo do Partido do Proletariado | 638     | 0,58  | 0 / 43    |
|                         | Movimento de Esquerda Socialista                    | 167     | 0,15  | 0 / 43    |
| Votos inválidos         | Votos inválidos                                     | 3 180   | 2,9   |           |
| Total                   | Total                                               | 106 646 | 100   | 43 / 43   |
| Eleitorado/Participação | Eleitorado/Participação                             | 109 826 | 67,51 |           |
| Fonte                   | Fonte                                               | [ 3 ]   | [ 3 ] | [ 3 ]     |

## Tabela de resultados por ilha

Deputados eleitos e partido mais votado por círculo eleitoral.

| Círculo eleitoral/Ilha | %    | D   | %    | D  | %    | D   | %   | D   | Deputados | Votantes |
| Círculo eleitoral/Ilha | PPD  | PPD | PS   | PS | CDS  | CDS | PCP | PCP | Deputados | Votantes |
| ---------------------- | ---- | --- | ---- | -- | ---- | --- | --- | --- | --------- | -------- |
| Corvo                  | 51,3 | 1   | 47,3 | 1  | -    | -   | -   | -   | 2         | 275      |
| Faial                  | 60,0 | 3   | 30,9 | 1  | 5,0  | -   | 2,0 | -   | 4         | 10 898   |
| Flores                 | 62,8 | 2   | 27,7 | 1  | 7,2  | -   | -   | -   | 3         | 1 864    |
| Graciosa               | 69,3 | 2   | 26,8 | 1  | 2,0  | -   | -   | -   | 3         | 2 840    |
| Pico                   | 62,4 | 3   | 33,6 | 1  | 2,2  | -   | -   | -   | 4         | 8 263    |
| Santa Maria            | 60,8 | 2   | 20,5 | 1  | 9,5  | -   | -   | -   | 3         | 3 107    |
| São Jorge              | 58,9 | 2   | 5,8  | -  | 33,1 | 1   | -   | -   | 3         | 5 774    |
| São Miguel             | 49,9 | 7   | 34,8 | 5  | 7,3  | 1   | 3,5 | -   | 13        | 1 925    |
| Terceira               | 53,5 | 5   | 38,1 | 3  | 5,7  | -   | 1,6 | -   | 8         | 28 070   |
| Açores                 | 53,8 | 27  | 32,8 | 14 | 7,6  | 2   | 2,2 | .   | 43        | 109 826  |

## Tabela de resultados por concelho
A seguinte tabela contém os resultados obtidos pelos partidos que tiveram pelo menos 1% dos votos expressos a nível regional:
| Concelhos              | %    | %    | %    | %   | Votantes |
| Concelhos              | PPD  | PS   | CDS  | PCP | Votantes |
| ---------------------- | ---- | ---- | ---- | --- | -------- |
| Angra do Heroísmo      | 52,5 | 37,4 | 5,6  | 1,3 | 17 944   |
| Calheta                | 66,8 | 4,6  | 26,4 | -   | 2 482    |
| Corvo                  | 51,3 | 47,3 | -    | -   | 275      |
| Horta                  | 60,0 | 30,9 | 5,0  | 2,0 | 8 807    |
| Lagoa                  | 41,1 | 38,9 | 12,2 | 2,4 | 4 294    |
| Lajes das Flores       | 57,5 | 35,3 | 4,0  | -   | 856      |
| Lajes do Pico          | 59,2 | 38,4 | 1,0  | -   | 3 021    |
| Madalena               | 65,7 | 29,0 | 3,4  | -   | 3 291    |
| Nordeste               | 65,4 | 22,8 | 6,5  | 2,1 | 3 377    |
| Praia da Vitória       | 56,0 | 35,6 | 4,2  | 0,4 | 10 126   |
| Ponta Delgada          | 45,0 | 39,5 | 8,3  | 3,6 | 24 115   |
| Povoação               | 64,5 | 19,2 | 6,9  | 4,0 | 4 051    |
| Ribeira Grande         | 50,5 | 34,2 | 5,4  | 3,9 | 10 348   |
| Santa Cruz da Graciosa | 69,3 | 26,8 | 2,0  | -   | 2 840    |
| Santa Cruz das Flores  | 67,3 | 21,3 | 9,9  | -   | 1 008    |
| São Roque do Pico      | 62,1 | 34,0 | 1,8  | -   | 1 951    |
| Velas                  | 52,9 | 6,7  | 38,1 | -   | 3 292    |
| Vila do Porto          | 60,7 | 20,5 | 9,5  | -   | 3 107    |
| Vila Franca do Campo   | 58,4 | 30,2 | 3,1  | 3,6 | 4 641    |
| Açores                 | 53,8 | 32,8 | 7,6  | 2,2 | 109 826  |

## Resultados por círculo eleitoral

### Corvo
| Partidos                | Partidos                    | Votos | %             | Deputados |  |
| ----------------------- | --------------------------- | ----- | ------------- | --------- |  |
|                         | Partido Popular Democrático | 141   | 51,3 / 100,0  | 1 / 2     |  |
|                         | Partido Socialista          | 130   | 47,3 / 100,0  | 1 / 2     |  |
| Votos inválidos         | Votos inválidos             | 4     | 1,5 / 100,0   |           |  |
| Total                   | Total                       | 275   | 100,0 / 100,0 | 2 / 2     |  |
| Eleitorado/Participação | Eleitorado/Participação     | 309   | 89,0 / 100,0  |           |  |

### Faial
| Partidos                | Partidos                             | Votos  | %             | Deputados |
| ----------------------- | ------------------------------------ | ------ | ------------- | --------- |
|                         | Partido Popular Democrático          | 5 287  | 60,0 / 100,0  | 3 / 4     |
|                         | Partido Socialista                   | 2 725  | 30,9 / 100,0  | 1 / 4     |
|                         | Partido do Centro Democrático Social | 437    | 5,0 / 100,0   | 0 / 4     |
|                         | Partido Comunista Português          | 180    | 2,0 / 100,0   | 0 / 4     |
| Votos inválidos         | Votos inválidos                      | 178    | 2,0 / 100,0   |           |
| Total                   | Total                                | 8 807  | 100,0 / 100,0 | 4 / 4     |
| Eleitorado/Participação | Eleitorado/Participação              | 10 898 | 80,8 / 100,0  |           |

### Flores
| Partidos                | Partidos                             | Votos | %             | Deputados |
| ----------------------- | ------------------------------------ | ----- | ------------- | --------- |
|                         | Partido Popular Democrático          | 1 170 | 62,8 / 100,0  | 2 / 3     |
|                         | Partido Socialista                   | 517   | 27,7 / 100,0  | 1 / 3     |
|                         | Partido do Centro Democrático Social | 134   | 7,2 / 100,0   | 0 / 3     |
| Votos inválidos         | Votos inválidos                      | 43    | 2,3 / 100,0   |           |
| Total                   | Total                                | 1 864 | 100,0 / 100,0 | 3 / 3     |
| Eleitorado/Participação | Eleitorado/Participação              | 2 680 | 30,5 / 100,0  |           |

### Graciosa
| Partidos                | Partidos                             | Votos | %             | Deputados |
| ----------------------- | ------------------------------------ | ----- | ------------- | --------- |
|                         | Partido Popular Democrático          | 1 967 | 69,3 / 100,0  | 2 / 3     |
|                         | Partido Socialista                   | 762   | 26,8 / 100,0  | 1 / 3     |
|                         | Partido do Centro Democrático Social | 56    | 2,0 / 100,0   | 0 / 3     |
| Votos inválidos         | Votos inválidos                      | 55    | 1,9 / 100,0   |           |
| Total                   | Total                                | 2 840 | 100,0 / 100,0 | 3 / 3     |
| Eleitorado/Participação | Eleitorado/Participação              | 4 324 | 65,7 / 100,0  |           |

### Pico
| Partidos                | Partidos                             | Votos  | %             | Deputados |
| ----------------------- | ------------------------------------ | ------ | ------------- | --------- |
|                         | Partido Popular Democrático          | 5 159  | 62,4 / 100,0  | 3 / 4     |
|                         | Partido Socialista                   | 2 777  | 33,6 / 100,0  | 1 / 4     |
|                         | Partido do Centro Democrático Social | 178    | 2,2 / 100,0   | 0 / 4     |
| Votos inválidos         | Votos inválidos                      | 149    | 1,8 / 100,0   |           |
| Total                   | Total                                | 8 263  | 100,0 / 100,0 | 4 / 4     |
| Eleitorado/Participação | Eleitorado/Participação              | 11 413 | 72,4 / 100,0  |           |

### Santa Maria
| Partidos                | Partidos                                            | Votos | %             | Deputados |
| ----------------------- | --------------------------------------------------- | ----- | ------------- | --------- |
|                         | Partido Popular Democrático                         | 1 885 | 60,8 / 100,0  | 2 / 3     |
|                         | Partido Socialista                                  | 637   | 20,5 / 100,0  | 1 / 3     |
|                         | Partido do Centro Democrático Social                | 296   | 9,5 / 100,0   | 0 / 3     |
|                         | Movimento Reorganizativo do Partido do Proletariado | 148   | 4,8 / 100,0   | 0 / 3     |
| Votos inválidos         | Votos inválidos                                     | 141   | 4,5 / 100,0   |           |
| Total                   | Total                                               | 3 107 | 100,0 / 100,0 | 3 / 3     |
| Eleitorado/Participação | Eleitorado/Participação                             | 4 766 | 65,2 / 100,0  |           |

### São Jorge
| Partidos                | Partidos                             | Votos | %             | Deputados |
| ----------------------- | ------------------------------------ | ----- | ------------- | --------- |
|                         | Partido Popular Democrático          | 3 401 | 58,9 / 100,0  | 2 / 3     |
|                         | Partido do Centro Democrático Social | 1 909 | 33,1 / 100,0  | 1 / 3     |
|                         | Partido Socialista                   | 336   | 5,8 / 100,0   | 0 / 3     |
| Votos inválidos         | Votos inválidos                      | 128   | 2,2 / 100,0   |           |
| Total                   | Total                                | 5 774 | 100,0 / 100,0 | 3 / 3     |
| Eleitorado/Participação | Eleitorado/Participação              | 7 611 | 75,9 / 100,0  |           |

### São Miguel
| Partidos                | Partidos                                            | Votos  | %             | Deputados |
| ----------------------- | --------------------------------------------------- | ------ | ------------- | --------- |
|                         | Partido Popular Democrático                         | 25 374 | 49,9 / 100,0  | 7 / 13    |
|                         | Partido Socialista                                  | 17 676 | 34,8 / 100,0  | 5 / 13    |
|                         | Partido do Centro Democrático Social                | 3 722  | 7,3 / 100,0   | 1 / 13    |
|                         | Partido Comunista Português                         | 1 762  | 3,5 / 100,0   | 0 / 13    |
|                         | Movimento Reorganizativo do Partido do Proletariado | 367    | 0,7 / 100,0   | 0 / 13    |
| Votos inválidos         | Votos inválidos                                     | 1 925  | 3,8 / 100,0   |           |
| Total                   | Total                                               | 50 826 | 100,0 / 100,0 | 13 / 13   |
| Eleitorado/Participação | Eleitorado/Participação                             | 80 364 | 63,2 / 100,0  |           |

### Terceira
| Partidos                | Partidos                                            | Votos  | %             | Deputados |
| ----------------------- | --------------------------------------------------- | ------ | ------------- | --------- |
|                         | Partido Popular Democrático                         | 14 730 | 53,5 / 100,0  | 5 / 8     |
|                         | Partido Socialista                                  | 10 489 | 38,1 / 100,0  | 3 / 8     |
|                         | Partido do Centro Democrático Social                | 1 559  | 5,7 / 100,0   | 0 / 8     |
|                         | Partido Comunista Português                         | 445    | 1,6 / 100,0   | 0 / 8     |
|                         | Movimento de Esquerda Socialista                    | 167    | 0,6 / 100,0   | 0 / 8     |
|                         | Movimento Reorganizativo do Partido do Proletariado | 123    | 0,5 / 100,0   | 0 / 8     |
| Votos inválidos         | Votos inválidos                                     | 557    | 2,0 / 100,0   |           |
| Total                   | Total                                               | 28 070 | 100,0 / 100,0 | 8 / 8     |
| Eleitorado/Participação | Eleitorado/Participação                             | 40 212 | 69,8 / 100,0  |           |